# Конка (приток Днепра)
Конка (укр. Кінська) — река в Запорожской области Украины. Впадает в Каховское водохранилище (ранее являлась левым притоком Днепра).
В XVIII веке по реке проходила граница с Крымским ханством. Турки называли Конку Илкысу — «Конские Воды». Название происходит от табунов диких лошадей (тарпанов), встречавшихся здесь вплоть до конца XIX века.

## Описание

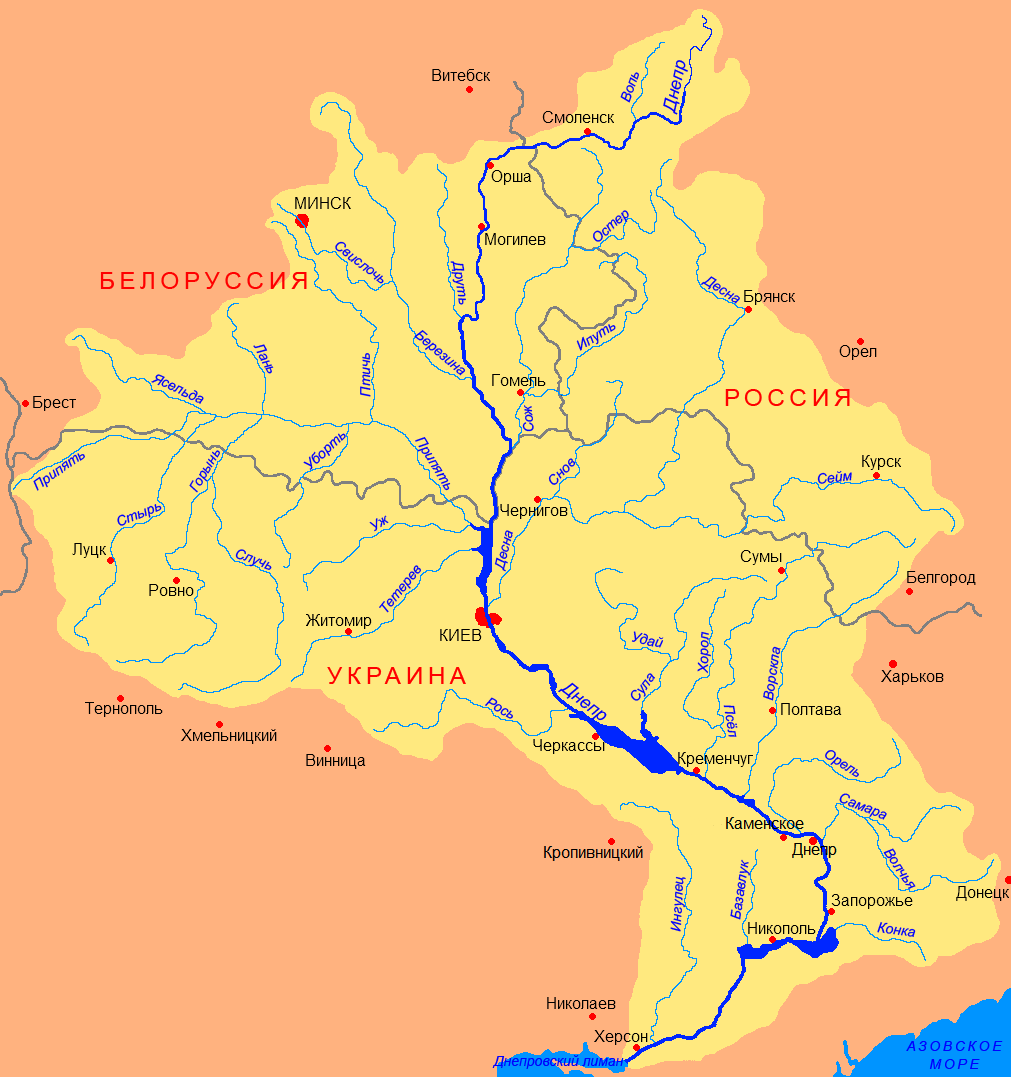
Бассейн Днепра

Длина — 149 км, площадь бассейна — 2600 км². Уклон реки — 1,7 м/км. Долина в верхнем и среднем течении узкая, ниже расширяется до 3,5 км. Русло в нижнем течении образует рукава и протоки, глубина — 6-7 м. Питание снеговое и дождевое. Ледостав нестойкий, с декабря по начало марта.
Минерализация воды р. Конка высокая — в среднем за многолетие составляет: весеннее половодье — 2407 мг/дм³; летне-осенняя межень — 2766 мг/дм³; зимняя межень — 2812 мг/дм³.
В 1887 году берега реки изучал известный геолог, академик Н. А. Соколов.

## Из истории
Некоторые учёные предполагают, что река Конка — это легендарная река Калка. Именно на реке Калке произошло одно из самых страшных поражений русских воинов от монголо-татар (Битва на реке Калке). После этого поражения у Руси не было шансов противостоять кочевникам.